# Viktorija Loba
Viktorija Loba (ruski: Виктория Лоба, Taganrog, 17. listopada 1988.) makedonska pjevačica ruskoga porijekla.

## Životopis
Rođena je u gradu Taganrogu u jugozapadnoj Rusiji, a kao dijete, kada je imala 8 godina sa svojom obitelji preselila se iz Rusije u Makedoniju. Prisutna je na glazbenoj sceni i televizijskim postajama u Makedoniji od tinejdžerskih dana. Kad je imala 15 godina, Loba je predstavljala Makedoniju na prvoj Dječjoj pjesmi Eurovizije 2003. godine, u Kopenhagenu u Danskoj, u duetu s Marijom Arsovskom s pjesmom »Ti ne me poznavaš« i bile su na 12. mjestu. Tada je pobijedio Dino Jelusić za Hrvatsku s pjesmom »Ti si moja prva ljubav«.
Godine 2004., Viktorija Loba osvojila je prvu nagradu na Međunarodnom festivalu "Ruža vjetrova" održanom u Moskvi. Od 2008. do 2010., bila je pjevačica makedonske grupe "Tumbao Salsa Band", koja je izvodila brazilsku, portugalsku i kubansku glazbu, a istodobno je bila na televiziji u glazbenoj emisiji "Cotton Club" na Alphi TV.
U 2010. godini, dobila je nagradu "Zlatna bubamara" za "Otkriće godine". Dvije godine zaredom, 2011. i 2012. godine, nastupila je na ljetnom festivalu "Ljubav i sreća" u Ohridu.
U 2011. godini na Međunarodnom festivalu "Ohrid Fest" osvojila je drugu nagradu u noći pop glazbe, a 3. nagradu na međunarodnoj večeri s pjesmom "Devet raboti". 
Makfest je najprestižniji makedonski glazbeni festival suvremenih pop/rock pjesama. Makfest 2012 otvorila je Lobina pjesma "Pocuvstvuvaj go ritamot" i bila je službena pjesma Makfesta 2012. Godine 2013., s hitom "Summer Love", popela se na prvo mjesto nizozemske top liste za mlade talente. U 2014. godini, na međunarodnom festivalu Makedonije "Makfest", Loba je osvojila nagradu za najbolju izvedbu pjesme "Samo moj". Njezine su pjesme čestu na vrhu makedonskih pop-lista. Loba ima i iskustvo kao glumica. Godine 2007. igrala je glavnu ulogu u drami »Lolita« Vladimira Nabokova u Makedonskome dramskome kazalištu.
Također je sudjelovala u televizijskim reklamama i u kampanji koju je organizirala Vlada za prevenciju zlouporabe droga. Pokušala je predstavljati Makedoniju na Pjesmi Eurovizije 2015., osvojila je sedmo mjesto u makedonskom izboru.